# Ghulam Dastagir Shaida
Ghulam Dastagir Shaida (* um 1910; † 22. April 1970 in Kabul) war ein afghanischer Sänger und galt neben Sarahang und Rahim Bakhsh als einer der großen Ustāds (Meister) des Kabuler Musikviertels Kharabat.
Shaidas einzigartige Stimme und sein einzigartiger Gesangsstil führten dazu, dass andere Kharabat-Musiker ihm den Titel Shaida verliehen.
Sein Vater war ebenfalls Musiker und spielte Rubab. Als Geschäftsmann reiste er oft nach Indien. Während einer dieser Reisen meldete er den jungen Shaida als Gesangsschüler bei Ghulam Hossein an. Nach seiner Rückkehr aus Indien wurde Shaida wegen seiner Popularität bei Musikern und Publikum vom Kulturministerium mit dem Titel Ustād ausgezeichnet. Zudem erhielt im Jahr 1964 vom damaligen Minister für Presse und Information Sayed Qassem Rishtya eine „Medal of Art“.
Ghulam Dastagir Shaida starb am 22. April 1970 nach einem Autounfall am Stadtrand von Kabul an seinen Verletzungen. Er wurde in Kabul beigesetzt.